# Single numer jeden w roku 1974 (Japonia)
Notowanie Weekly Singles Chart (jap. 週間シングルチャート Shūkan Shinguru Chāto) przedstawia najlepiej sprzedające się single w Japonii. Publikowane jest ono przez magazyn Oricon Style, a dane kompletowane są przez Oricon w oparciu o cotygodniowe wyniki sprzedaży fizycznej singli. Poniżej znajdują się tabele prezentujące najpopularniejsze single w danych tygodniach w roku 1974.

## Oricon Weekly Singles Chart
| Data            | Utwór                                      | Wykonawca          | Źródło |
| --------------- | ------------------------------------------ | ------------------ | ------ |
| 7 stycznia      | „Koi no Dial 6700” (jap. 恋のダイヤル6700) | Finger 5           | [ 1 ]  |
| 14 stycznia     | „Koi no Dial 6700” (jap. 恋のダイヤル6700) | Finger 5           | [ 1 ]  |
| 21 stycznia     | „Koi no Dial 6700” (jap. 恋のダイヤル6700) | Finger 5           | [ 1 ]  |
| 28 stycznia     | „Anata” (jap. あなた)                      | Akiko Kosaka       | [ 1 ]  |
| 4 lutego        | „Anata” (jap. あなた)                      | Akiko Kosaka       | [ 1 ]  |
| 11 lutego       | „Anata” (jap. あなた)                      | Akiko Kosaka       | [ 1 ]  |
| 18 lutego       | „Anata” (jap. あなた)                      | Akiko Kosaka       | [ 1 ]  |
| 25 lutego       | „Anata” (jap. あなた)                      | Akiko Kosaka       | [ 1 ]  |
| 4 marca         | „Anata” (jap. あなた)                      | Akiko Kosaka       | [ 1 ]  |
| 11 marca        | „Anata” (jap. あなた)                      | Akiko Kosaka       | [ 1 ]  |
| 18 marca        | „Namida no misao” (jap. なみだの操)        | Tonosama Kings     | [ 1 ]  |
| 25 marca        | „Namida no misao” (jap. なみだの操)        | Tonosama Kings     | [ 1 ]  |
| 1 kwietnia      | „Namida no misao” (jap. なみだの操)        | Tonosama Kings     | [ 1 ]  |
| 8 kwietnia      | „Namida no misao” (jap. なみだの操)        | Tonosama Kings     | [ 1 ]  |
| 15 kwietnia     | „Namida no misao” (jap. なみだの操)        | Tonosama Kings     | [ 1 ]  |
| 22 kwietnia     | „Namida no misao” (jap. なみだの操)        | Tonosama Kings     | [ 1 ]  |
| 29 kwietnia     | „Namida no misao” (jap. なみだの操)        | Tonosama Kings     | [ 1 ]  |
| 6 maja          | „Namida no misao” (jap. なみだの操)        | Tonosama Kings     | [ 1 ]  |
| 13 maja         | „Namida no misao” (jap. なみだの操)        | Tonosama Kings     | [ 1 ]  |
| 20 maja         | „Uso” (jap. うそ)                          | Kiyoshi Nakajō     | [ 1 ]  |
| 27 maja         | „Uso” (jap. うそ)                          | Kiyoshi Nakajō     | [ 1 ]  |
| 3 czerwca       | „Uso” (jap. うそ)                          | Kiyoshi Nakajō     | [ 1 ]  |
| 10 czerwca      | „Uso” (jap. うそ)                          | Kiyoshi Nakajō     | [ 1 ]  |
| 17 czerwca      | „Uso” (jap. うそ)                          | Kiyoshi Nakajō     | [ 1 ]  |
| 24 czerwca      | „Uso” (jap. うそ)                          | Kiyoshi Nakajō     | [ 1 ]  |
| 1 lipca         | „Uso” (jap. うそ)                          | Kiyoshi Nakajō     | [ 1 ]  |
| 8 lipca         | „Uso” (jap. うそ)                          | Kiyoshi Nakajō     | [ 1 ]  |
| 15 lipca        | „Meoto kagami” (jap. 夫婦鏡)               | Tonosama Kings     | [ 1 ]  |
| 22 lipca        | „Meoto kagami” (jap. 夫婦鏡)               | Tonosama Kings     | [ 1 ]  |
| 29 lipca        | „Meoto kagami” (jap. 夫婦鏡)               | Tonosama Kings     | [ 1 ]  |
| 5 sierpnia      | „Meoto kagami” (jap. 夫婦鏡)               | Tonosama Kings     | [ 1 ]  |
| 12 sierpnia     | „Tsuioku” (jap. うそ)                      | Kenji Sawada       | [ 1 ]  |
| 19 sierpnia     | „Fureai” (jap. ふれあい)                   | Masatoshi Nakamura | [ 1 ]  |
| 26 sierpnia     | „Fureai” (jap. ふれあい)                   | Masatoshi Nakamura | [ 1 ]  |
| 2 września      | „Fureai” (jap. ふれあい)                   | Masatoshi Nakamura | [ 1 ]  |
| 9 września      | „Fureai” (jap. ふれあい)                   | Masatoshi Nakamura | [ 1 ]  |
| 16 września     | „Fureai” (jap. ふれあい)                   | Masatoshi Nakamura | [ 1 ]  |
| 23 września     | „Fureai” (jap. ふれあい)                   | Masatoshi Nakamura | [ 1 ]  |
| 30 września     | „Fureai” (jap. ふれあい)                   | Masatoshi Nakamura | [ 1 ]  |
| 7 października  | „Fureai” (jap. ふれあい)                   | Masatoshi Nakamura | [ 1 ]  |
| 14 października | „Fureai” (jap. ふれあい)                   | Masatoshi Nakamura | [ 1 ]  |
| 21 października | „Fureai” (jap. ふれあい)                   | Masatoshi Nakamura | [ 1 ]  |
| 28 października | „Yoroshiku aishū” (jap. よろしく哀愁)      | Hiromi Gō          | [ 1 ]  |
| 4 listopada     | „Yoroshiku aishū” (jap. よろしく哀愁)      | Hiromi Gō          | [ 1 ]  |
| 11 listopada    | „Yoroshiku aishū” (jap. よろしく哀愁)      | Hiromi Gō          | [ 1 ]  |
| 18 listopada    | „Fuyu no eki” (jap. 冬の駅)                | Rumiko Koyanagi    | [ 1 ]  |
| 25 listopada    | „Amai seikatsu” (jap. 甘い生活)            | Gorō Noguchi       | [ 1 ]  |
| 2 grudnia       | „Amai seikatsu” (jap. 甘い生活)            | Gorō Noguchi       | [ 1 ]  |
| 9 grudnia       | „Fuyu no eki”                              | Rumiko Koyanagi    | [ 1 ]  |
| 16 grudnia      | „Anata ni ageru” (jap. あなたにあげる)     | Mineko Nishikawa   | [ 1 ]  |
| 23 grudnia      | „Fuyu no iro” (jap. 冬の色)                | Momoe Yamaguchi    | [ 1 ]  |
| 30 grudnia      | „Fuyu no iro” (jap. 冬の色)                | Momoe Yamaguchi    | [ 1 ]  |